# Скотт, Данкан
Данкан Скотт (англ. Duncan Scott; род. 6 мая 1997, Глазго) — британский пловец, двукратный олимпийский чемпион и 6-кратный серебряный призёр Олимпийских игр, пятикратный чемпион мира, пятикратный чемпион Европы. Специализируется на дистанциях вольного стиля и комплексном плавании.

## Биография
Представляя Шотландию на Играх Содружества в Глазго в 2014 году, выиграл серебряную медаль в эстафете 4×200 м. Также принимал участие в эстафете 4 × 100 м вольным стилем, в которой шотландцы заняли четвёртое место.
В 2015 году, во время чемпионата мира в Казани, стал чемпионом мира в эстафете 4×200 м. Британцы, плавающие в финале этого соревнования, улучшили свой рекорд в стране (7:04,33 мин.).
На чемпионате Европы в Лондоне в 2016 году выиграл две золотые медали в эстафетах.
Несколько месяцев спустя, на Олимпиаде в Рио-де-Жанейро, вместе с Стивеном Милном, Дэниелом Уоллесом и Джеймсом Гаем, выиграл серебряную медаль в эстафете 4×200 м вольным стилем. Второе серебро было выиграно в комплексной эстафете 4×100 м, где британцы со временем 3:29,24 мин улучшили свой рекорд в стране. На дистанции 100 м вольным стилем показал время 48,01 и занял пятое место.
В 2017 году во время чемпионатов мира в Будапеште выиграл золотую медаль в эстафете 4×200 м. Также занял второе место в мире в эстафете 4×100 м.
На чемпионате Европы в Глазго, в 2018 году, занял второе место на дистанции 100 метров вольным стилем.
В 25-метровом бассейне, на чемпионате Европы в декабре 2019 года, стал серебряным призёром на дистанции 200 метров вольным стилем, показав время 1:41,42 и уступив победителю Данасу Рапшису 0,30 секунды.
В мае 2021 года на чемпионате Европы в Будапеште, в составе эстафетной четвёрки Великобритании на дистанции 4 по 100 метров завоевал серебряную медаль. В эстафете 4 по 100 метров вольным стилем также стал серебряным призёром. На дистанции 200 метров вольным стилем завоевал серебряную медаль. В смешанной эстафете 4 по 100 метро вольным стилем завоевал чемпионский титул.